# Francisco Reigón Jiménez
Francisco Reigón Jiménez   (Jaén, c. 1820 - Madrid, c. 1878) va ser un pintor andalús, especialitzat en retrats en miniatura i a l'oli, tot i que també va conrear la pintura d'història, la mitològica i els paisatges.
Nascut a Jaén vers 1815. Es formà a la Reial Acadèmia de Belles Arts de Sant Ferran i fou deixeble de Carlos de Haes. S'especialitzà en retrats en miniatura i a l'oli, però també treballà obres i temes d'història, de mitologia i de paisatge. Fou autor de nombrosos retrats en miniatura i a l'oli, treball que fonamentà la seva reputació artística. Amb la introducció de la fotografia, abandonà el gènere i des de llavors es dedicà a miniar fotografies, amb notable èxit i encàrrecs tant de Madrid, altres províncies i, fins i tot, de l'estranger. No obstant això, no deixà mai de pintar.
Participà a les exposicions de l'Acadèmia de Sant Ferran el 1842, 1843, 1844, 1847 i 1850, i en les exposicions nacionals el 1856, 1858 i 1860. A banda dels nombrosos retrats que va exposar, són d'esment les pintures Una bouada a vora del Guadalquivir, El descans d'una correguda de bous a prop d'un rierol, Diana al bany i Florinda, filla de Julià. La darrera obra fou premiada amb una menció honorífica de segona classe, a l'exposició nacional de 1860. Juntament amb Diana, passà a engrossir el fons del Museu del Prado.
Va estar casat amb la també pintora i acadèmica de mèrit de Sant Ferran Asunción Crespo. Reigón va morir a Madrid el 1885.